# Tarakanów
Tarakanów (ukr. Тараканів, Tarakaniw) – wieś na Ukrainie, w obwodzie rówieńskim, w rejonie dubieńskim. W 2001 roku liczyła 1634 mieszkańców.

## Zabytki
- Fort w Tarakanowie